# 羅山腹水草
羅山腹水草（学名：Veronicastrum loshanense）为玄參科腹水草屬下的一个种。

## 扩展阅读
- 維基物種上的相關：羅山腹水草